# Charles Strömblad
Bengt Charles Rune Strömblad, född 6 februari 1930 i Helsingborgs Maria församling i Malmöhus län, död 18 april 2020, var en svensk läkare.

## Biografi
Strömblad avlade medicine kandidatexamen 1951 och medicine licentiatexamen 1955 samt promoverades till medicine doktor 1956, allt vid Lunds universitet. Han var amanuens vid Fysiologiska institutionen vid samma universitet 1950–1953, assistent 1953–1954, biträdande lärare 1954–1956 och docent 1956–1962. År 1957 blev han flygläkare av klass 2 i flygvapnet, varpå han var chefsläkare vid Flygmedicinska institutionen på Försökscentralen i Malmslätt 1962–1969 och försvarsöverläkare vid Specialmedicinska sektionen vid Försvarets sjukvårdsstyrelse 1969–1974. Strömblad var chef för Huvudavdelning 5 i Försvarets forskningsanstalt 1974–1986.
Charles Strömblad invaldes 1977 som ledamot av Kungliga Krigsvetenskapsakademien. Han var även ledamot av The International Academy of Aviation and Space Medicine. År 2006 promoverades han till jubeldoktor vid Lunds universitet. Strömblad är begravd på Pålsjö kyrkogård.

### Utmärkelser
- Riddare av Nordstjärneorden, 1973.[7]